# Односи Северне Македоније и Грчке
Односи Северне Македоније и Грчке су инострани односи Хеленске Републике и Северне Македоније.
Од кад се Северна Македонија одвојила од Југославије Грчка је не признаје под именом Македонија.
Грчка држи вето на амбиције Македоније да се придружи ЕУ и НАТО.

## Односи

### Спор око заставе
Северна Македонија се 1991. године одвојила од Југославије, на својој застави је изабрала симбол Сунца Вергине или Звезда из Кутлеша са црвеном позадином. Тај потез је изазвао оштру реакцију званичне Грчке и целе јавности у држави, јер је већ користила симбол за свој регион Македонију и сматра је својом баштином. Грчка је одговорила тако што је симбол Сунца из Вергине убацила у готово све своје институције. Додато је на кованицу од 100 драхми почетком 1992. године и појавило се на полицијским униформама у Атини. ТВ канал „Македонија”, са седиштем у Солуну је заменио свој лого, а банка Македоније и Тракије је прихватила као свој симбол. У фебруару 1993. грчки парламент је усвојио резолуцију о проглашењу Сунца Вергине за званични национални симбол. У јулу 1995. године, Грчка је послала захтев Светској организацији за интелектуалну својину (ВИПО) да има ексклузивна права на интелектуалну својину за симбол. Спор је делимично решен октобра 1995. године у компромису који је предложен од стране Уједињених нација. Симбол је уклоњен са заставе Северне Македоније у склопу споразума којим су успостављени дипломатски и економски односи између Северне Македоније и Грчке. Након тога Северна Македонија је променила изглед заставе, а Грчка је укинула трговински ембарго.

### Дипломатски представници

#### У Атини
- Дарко Ангелов, амбасадор